# ФК Славија Ковачица
ФК Славија (svk. FK Slávia) је фудбалски клуб из Ковачице, Србија и тренутно се такмичи у ПФЛ Панчево, петом такмичарском нивоу српског фудбала. Клуб је основан 1933. године, а од тада увек се такмичио од шестог до четвртог ранга у југословенском и у српском фудбалу. У сезони 2016/17, у Војвођанској лиги Исток, клуб је завршио као 15. и испао у нижи ранг.
Посебан догађај за клуб представљају дерби утакмице против ФК Долине из Падине.
После напуштања управе клуба на крају сезоне 2016/17, клуб је био угашен до августа 2017. кад је клуб преузела друга управа, самим тим клуб је пао на најнижи ранг. За тим, који је играо ту следећу сезону, су играли само домаћи играчи из Ковачице. Клуб игра на стадиону капацитета око 1.100 места.

#### Резултати Славије претходних сезона
| Сезона  | Ранг | Лига                                           | Позиција |
| ------- | ---- | ---------------------------------------------- | -------- |
| 2008/09 | 6    | Друга Јужнобанатска лига-Запад                 | 1        |
| 2009/10 | 5    | ПФЛ Панчево                                    | 5        |
| 2010/11 | 5    | ПФЛ Панчево                                    | 9        |
| 2011/12 | 5    | ПФЛ Панчево                                    | 14       |
| 2012/13 | 5    | ПФЛ Панчево                                    | 7        |
| 2013/14 | 5    | ПФЛ Панчево                                    | 3        |
| 2014/15 | 5    | ПФЛ Панчево                                    | 1        |
| 2015/16 | 4    | Војвођанска лига Исток                         | 11       |
| 2016/17 | 4    | Војвођанска лига Исток                         | 15       |
| 2017/18 | 6    | Друга јужнобанатска лига "Запад" - група север | 8        |
| 2018/19 | 6    | Друга јужнобанатска лига "Запад" - група север | 2        |
| 2019/20 | 6    | Друга јужнобанатска лига "Запад" - група север | 8        |

| Бр. | Позиција | Играч               |
| --- | -------- | ------------------- |
| 1   | Г        | Душан Кралик        |
| 2   | O        | Мирослав Томаш      |
| 3   | О        | Растислав Јашко     |
| 4   | О        | Јан Черњош          |
| 5   | О        | Даниел Бартош       |
| 6   | С        | Денис Чех           |
| 7   | Н        | Златко Бакош        |
| 8   | С        | Никола Бурсаћ       |
| 9   | С        | Александар Бузаџија |
| 10  | С        | Властислав Дудаш    |
| 11  | О        | Даниел Цицка        |
| 12  | Г        | Богољуб Кандић      |
| 13  | О        | Мирослав Плван      |
| 14  | С        | Станислав Дудаш     |
| 15  | С        | Павел Јонаш         |
| 17  | О        | Мирослав Ђуриш      |
| 18  | Н        | Давид Светлик       |
| 20  | С        | Огњен Остојић       |